# Fenomén Jedi při sčítání lidu
Jako v jiných zemích i v České republice se ujal fenomén, kdy část osob při sčítání lidu vyplňuje ve sčítacích formulářích do kolonky náboženství jako své náboženství odpověď Jedi.
V České republice bylo při Sčítání lidu, domů a bytů 2021 předběžně sečteno přes 21 tisíc osob hlásících se, jak sám Český statistický úřad uvádí, „k morálním hodnotám rytířů jedi z filmové ságy Hvězdných válek“.  V roce 2011 bylo předběžně sečteno 15 070 osob hlásících se k tomuto náboženství. Religionista Jakub Jahl přisuzuje tento jev oblíbenosti tzv. nenáboženské spirituality.

## Sčítání 2011 a 2021
V České republice udalo v roce 2011 jako svoji víru víru jedi 15 070 obyvatel, a to nejčastěji lidé v Praze (3 977 osob, celkem 0,31 % všech obyvatel Prahy). 
V roce 2021 se počet osob, které uvedly jako svou víru víru jedi, zvýšil na více než 21 tisíc (přičemž 516 osob se uvedlo jako Sithové, kteří jsou ve Star Wars nepřátelé Jediů). 
Fenomén se před sčítáními v roce 2011 i v roce 2021 šířil i prostřednictvím sociálních sítí, jako např. Facebook.
Nárůst fenoménu má i ohlas v tisku.

## Počátky
Tento fenomén údajně začal okolo roku 2000 v anglicky hovořících zemích, ale rozšířil se i za jejich hranice.

### Důvody
Údajných důvodů pro vytvoření fenoménu je mnoho. V počátku bylo v některých zemích, kde byla odpověď na otázku náboženství povinná, argumentováno právem na osobní soukromí, a udání náboženství Jedi jako výraz nespokojenosti. Jinde se jednalo o výraz celkového nesouhlasu s principem sčítání lidu jako takového, či jeho konkrétní podobě v dané zemi. 
Často se však jednalo o prostou formu recese. V České republice, kde byla odpověď na otázku dobrovolná, se s největší pravděpodobností jedná právě o formu recese. Celkový počet osob označujících za své náboženství víru Jedi není v ČR uměle nadhodnocen tím, že by u otázky bylo náboženství Jedi uvedeno jako jedna z možností (jak tomu je v některých zemích), neboť po zaškrtnutí kolonky věřící bylo nutné vyplnit název náboženství. Osoba udávající náboženství Jedi tak musí být buďto věřící Jedi, nebo seznámena právě s popisovaným fenoménem, jsou tím vyloučeni ad hoc recesisté.

### Kritika
Tento fenomén bývá běžně kritizován z různých stran. Ateisté v nábožensky silných zemích argumentují, že lidé zbytečně navyšují počty věřících, když jediisté budou ve skutečnosti většinou mladší lidé, nevyznávající žádné organizované náboženství. Národní statistické úřady se proti fenoménu snažily bojovat, argumentují právě tím, že dochází ke zkreslení údajů. 
Je na místě poznamenat, že Český statistický úřad vzal tento fenomén sportovně a dokonce ho převzal ke zpestření předběžných výsledků sčítání lidu, pro běžného občana jinak nudných.